# Ranuccio Farnese (cardinale)
Ranuccio Farnese (Valentano, 11 agosto 1530 – Parma, 29 ottobre 1565) è stato un cardinale italiano.
Nipote di papa Paolo III e fratello di Alessandro Farnese (1520-1589), il "Gran Cardinale", è conosciuto con l'appellativo di "Cardinalino di Sant'Angelo". È ricordato anche come grande mecenate e uomo di grande rettitudine. Il cardinale Carlo Borromeo lo celebrò per la sua sapienza e la sua carità.

## Biografia

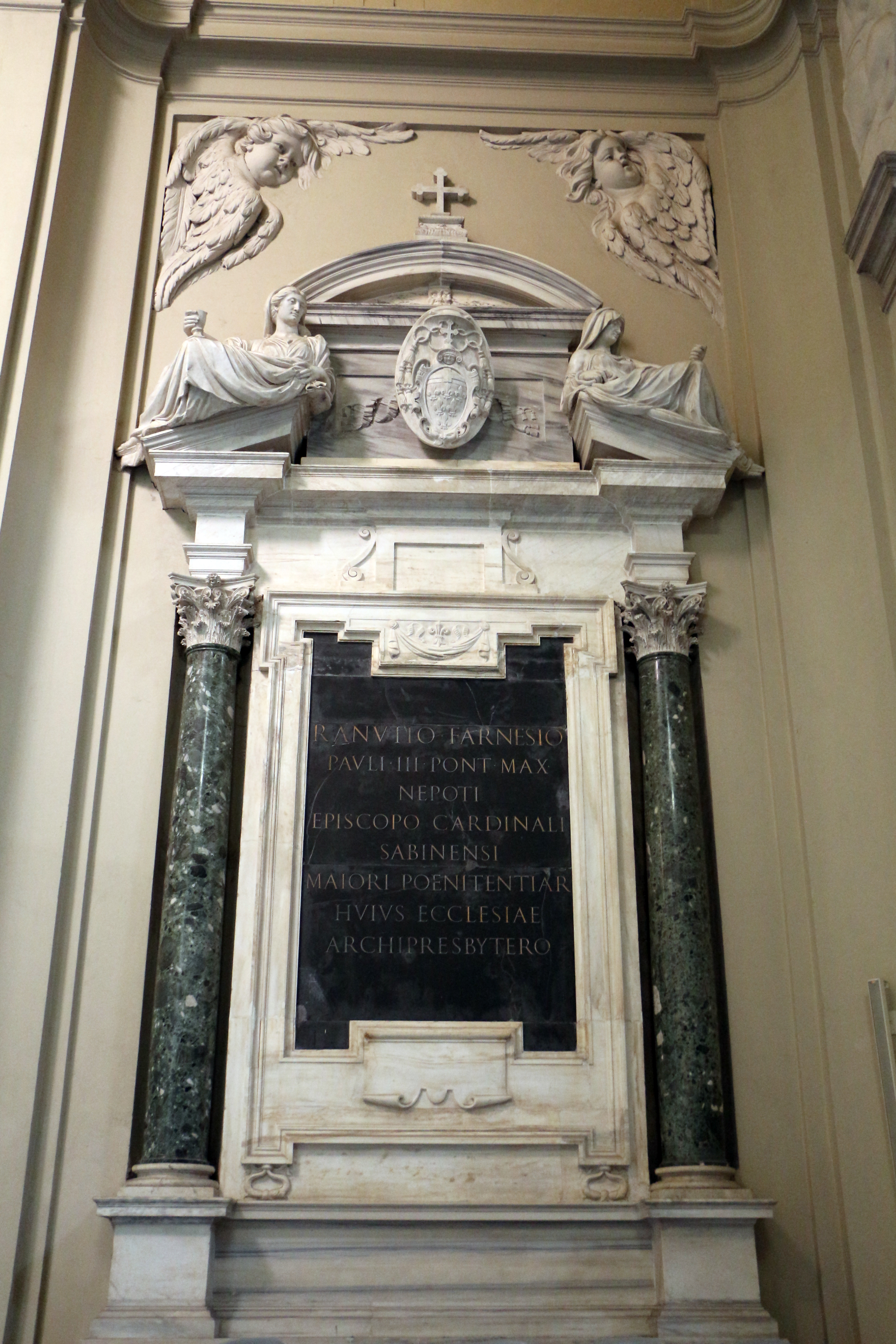
La tomba nel Laterano

Ranuccio nacque l'11 agosto 1530 da Pier Luigi Farnese e Gerolama Orsini di Pitigliano, nel castello di Valentano. Dopo l'ascesa al soglio pontificio di Paolo III, avvenuta nel 1534, fu deciso che il giovane avrebbe dovuto seguire la carriera ecclesiastica. Dopo un breve soggiorno al collegio “Ancarano” di Bologna, nel 1540, fu creato priore titolare del Priorato di Venezia dell'Ordine di San Giovanni di Gerusalemme (cavalieri di Malta) e mandato a terminare gli studi a Padova, accompagnato dal precettore Gianfrancesco Leoni. In occasione di questa investitura adottò come stemma l'emblema dei Farnese, sei gigli azzurri in campo oro, con l'aggiunta di una croce d'argento in campo rosso. Il 13 agosto 1544, approfittando della morte di Francesco Carafa, arcivescovo di Napoli, Paolo III conferì il seggio al nipote, che dovette dare pubblicamente prova del suo sapere. Durante un soggiorno del papa a Viterbo, il quattordicenne arcivescovo tenne una conferenza sulla letteratura greca e latina e sulla dialettica, che lo fece apprezzare da tutti i presenti. Nel concistoro del 16 dicembre 1545 viene creato cardinale insieme ad Enrico, futuro re del Portogallo, Georges II d'Amboise e Pedro Pacheco Ladrón de Guevara e fino alla nomina del cardinale Giulio Della Rovere è stato il porporato italiano più giovane. Il 5 maggio 1546 assunse il titolo di Santa Lucia in Silice.
Come stemma cardinalizio Ranuccio confermò quello precedentemente adottato, ma adornato della croce diaconale e sormontato dal galero con tre ordini di nappe.
Durante il conflitto tra Giulio III e Ottavio Farnese, duca di Parma (1550-1551), il cardinale restò fuori Roma, trovando asilo dalla sorella ad Urbino e, in seguito, a Venezia; il papa gli restituì i titoli il 4 novembre 1553.
Nel primo conclave del 1555 Ranuccio ed il cugino Guidascanio Sforza furono tra i fautori dell'elezione di Papa Marcello II.
Il 7 febbraio 1565, il cardinale venne nominato vescovo titolare della sede suburbicaria di Sabina. Ma la morte era in agguato. Morì di febbre il 29 ottobre 1565 a Parma. La notizia della sua dipartita giunse a Roma il 1º novembre. Fu sepolto temporaneamente nella cattedrale di Parma, ma, secondo le sue volontà, fu traslato nel sepolcro di famiglia sull'Isola Bisentina.

## Mecenate
Senza ostentare le pretese di mecenate che caratterizzavano il fratello, si può dire che Ranuccio fece lavorare gli artisti dell'epoca senza sosta.
I suoi segretari furono uomini di grande cultura: Giovanni della Casa, Annibal Caro e Latino Latini, ricordato per aver seppellito tre porporati in tre anni (Iacopo del Pozzo, morto nel 1563, Rodolfo Pio, morto nel 1564 e lo stesso Ranuccio, morto nel 1565).
Il cardinale protesse numerosi eruditi, tra cui il Sigonio, il Pinelli e Ulisse Aldrovandi, ma la sua più grande intuizione fu quella di aver scelto come bibliotecario Fulvio Orsini e di avere sostenuto le ricerche matematiche di Federico Commandino (1509-1575).
Fulvio era discendente illegittimo degli Orsini e, grazie a tale ascendenza, venne subito preso a ben volere in casa Farnese. Nel 1558 entrò al servizio del “Gran Cardinale” Alessandro e poco tempo dopo Ranuccio lo nominò curatore della biblioteca di Palazzo Farnese. Grazie a lui la biblioteca si arricchì di manoscritti e di pubblicazioni di valore.
Grazie al suo interessamento, l'anticamera di Palazzo Farnese fu decorata da Francesco de' Rossi, detto Salviati, con le glorie della famiglia e di Paolo III.
Ranuccio Farnese acquistò anche una collezione di medaglie e di reperti archeologici provenienti dagli scavi della famiglia Orsini.

## Incarichi ricoperti
- Commendatore dell'Ordine di San Giovanni di Gerusalemme di Santa Maria del Tempio a Bologna dal 1538 alla morte;
- Gran Priore dell'Ordine di San Giovanni di Gerusalemme di San Giovanni dei Forlani a Venezia dal 1540;
- Abate commendatario dell'Abbazia di Rosazzo dal gennaio 1544 alla morte;
- Amministratore della sede metropolitana di Napoli dal 13 agosto 1544 al 22 febbraio 1549;
- Cardinale diacono nel concistoro del 16 dicembre 1545;
- Titolare della diaconia di Santa Lucia in Silice dal 5 maggio 1546 al 7 ottobre 1546;
- Legato nella Marca anconitana dal 27 agosto 1546 al 2 novembre 1547;
- Titolare della diaconia di Sant'Angelo in Foro Piscium dall'8 ottobre 1546 al 6 febbraio 1565;
- Amministratore del Patriarcato latino di Costantinopoli dall'8 ottobre 1546 al 19 marzo 1550;
- Penitenziere maggiore dal 12 febbraio 1547 alla morte;
- Arciprete della basilica patriarcale Laterana dal 25 marzo 1547 alla morte;
- Abate commendatario di Farfa e di San Salvatore Maggiore dal 1547 al 1563;
- Amministratore della sede metropolitana di Ravenna dall'11 ottobre 1549 al 28 aprile 1564;
- Precettore commendatario di Persiceto dal 1548 al 1562;
- Elettore nel conclave del 1549;
- Legato a Viterbo nel 1551;
- Legato a latere nella provincia del Patrimonio di San Pietro dal 18 febbraio 1551;
- Elettore nei due conclavi del 1555;
- Elettore nel conclave del 1559;
- Governatore di Montefiascone nel 1560;
- Amministratore della sede metropolitana di Bologna dal 28 aprile 1564 alla morte;
- Cardinale vescovo titolare della sede suburbicaria di Sabina dal 7 febbraio 1565;
- Governatore di Stroncone nel 1565.

## Ascendenza
|                    |                |                               | Genitori        |  |  | Nonni |  |  | Bisnonni                   |  |  | Trisnonni                   |  |
|                    |                |                               |                 |  |  |       |  |  | Pier Luigi Farnese Seniore |  |  | Ranuccio Farnese il Vecchio |  |
|                    |                |                               |                 |  |  |       |  |  | Pier Luigi Farnese Seniore |  |  | Ranuccio Farnese il Vecchio |  |
|                    |                | Agnese Monaldeschi            |                 |  |  |       |  |  | Pier Luigi Farnese Seniore |  |  |                             |  |
| Papa Paolo III     |                |                               |                 |  |  |       |  |  | Pier Luigi Farnese Seniore |  |  |                             |  |
|                    |                | Giovanna Caetani di Sermoneta | Onorato Caetani |  |  |       |  |  |                            |  |  |                             |  |
|                    |                | Giovanna Caetani di Sermoneta | Onorato Caetani |  |  |       |  |  |                            |  |  |                             |  |
|                    |                | Giovanna Caetani di Sermoneta | Caterina Orsini |  |  |       |  |  |                            |  |  |                             |  |
| Pier Luigi Farnese |                | Giovanna Caetani di Sermoneta |                 |  |  |       |  |  |                            |  |  |                             |  |
|                    |                | Rufino Ruffini                | …               |  |  |       |  |  |                            |  |  |                             |  |
|                    |                | Rufino Ruffini                | …               |  |  |       |  |  |                            |  |  |                             |  |
|                    |                | Rufino Ruffini                | …               |  |  |       |  |  |                            |  |  |                             |  |
| Silvia Ruffini     |                | Rufino Ruffini                |                 |  |  |       |  |  |                            |  |  |                             |  |
|                    |                | Giovannella Caetani           | …               |  |  |       |  |  |                            |  |  |                             |  |
|                    |                | Giovannella Caetani           | …               |  |  |       |  |  |                            |  |  |                             |  |
|                    |                | Giovannella Caetani           | …               |  |  |       |  |  |                            |  |  |                             |  |
| Ranuccio Farnese   |                | Giovannella Caetani           |                 |  |  |       |  |  |                            |  |  |                             |  |
|                    | Niccolò Orsini | Aldobrandino II Orsini        |                 |  |  |       |  |  |                            |  |  |                             |  |
|                    | Niccolò Orsini | Aldobrandino II Orsini        |                 |  |  |       |  |  |                            |  |  |                             |  |
|                    | Niccolò Orsini | Bartolomea Orsini             |                 |  |  |       |  |  |                            |  |  |                             |  |
| Ludovico Orsini    | Niccolò Orsini |                               |                 |  |  |       |  |  |                            |  |  |                             |  |
|                    |                | Elena Conti                   | Grato Conti     |  |  |       |  |  |                            |  |  |                             |  |
|                    |                | Elena Conti                   | Grato Conti     |  |  |       |  |  |                            |  |  |                             |  |
|                    |                | Elena Conti                   | …               |  |  |       |  |  |                            |  |  |                             |  |
| Gerolama Orsini    |                | Elena Conti                   |                 |  |  |       |  |  |                            |  |  |                             |  |
|                    |                | Giacomo Conti                 | Grato Conti     |  |  |       |  |  |                            |  |  |                             |  |
|                    |                | Giacomo Conti                 | Grato Conti     |  |  |       |  |  |                            |  |  |                             |  |
|                    |                | Giacomo Conti                 | …               |  |  |       |  |  |                            |  |  |                             |  |
| Giulia Conti       |                | Giacomo Conti                 |                 |  |  |       |  |  |                            |  |  |                             |  |
|                    |                | Isabella Carafa               | …               |  |  |       |  |  |                            |  |  |                             |  |
|                    |                | Isabella Carafa               | …               |  |  |       |  |  |                            |  |  |                             |  |
|                    |                | Isabella Carafa               | …               |  |  |       |  |  |                            |  |  |                             |  |
|                    |                | Isabella Carafa               |                 |  |  |       |  |  |                            |  |  |                             |  |